# Crisis of Faith
Crisis of Faith è il sesto album in studio del gruppo musicale canadese Billy Talent, pubblicato nel 2022.

## Tracce
1. Forgiveness I + II – 6:41
2. Reckless Paradise – 3:24
3. I Beg to Differ (This Will Get Better) – 3:36
4. The Wolf – 3:47
5. Reactor – 3:49
6. Judged – 1:39
7. Hanging Out with All the Wrong People – 3:46
8. End of Me (featuring Rivers Cuomo) – 3:45
9. One Less Problem – 3:03
10. For You – 3:12

## Formazione
- Ben Kowalewicz – voce
- Ian D'Sa – chitarra, cori
- Jon Gallant – basso, cori
- Jordan Hastings – batteria, percussioni